# Босилово (община)
Община Босилово (мак. Општина Босилово) — община в Північній Македонії. Адміністративний центр — село Босилово. Розташована на південному сході  Македонії, Південно-Східний статистично-економічний регіон, з населенням 14 260 мешканців, які проживають на площі — 161,99 км².